# Ambladura

Amblant

L' ambladura és un tipus de marxa ràpida de certs quadrúpedes. Es pot emprar l'expressió anadura, entesa com el pas de l'animal que ambla. L'ambladura és més suau per al genet que el trot o el ritme de dos temps i així, es pot mantenir durant períodes relativament llargs, de manera que és particularment desitjable per a llargues rutes i altres tasques en què un genet ha de passar llargs períodes a la sella.

## Història

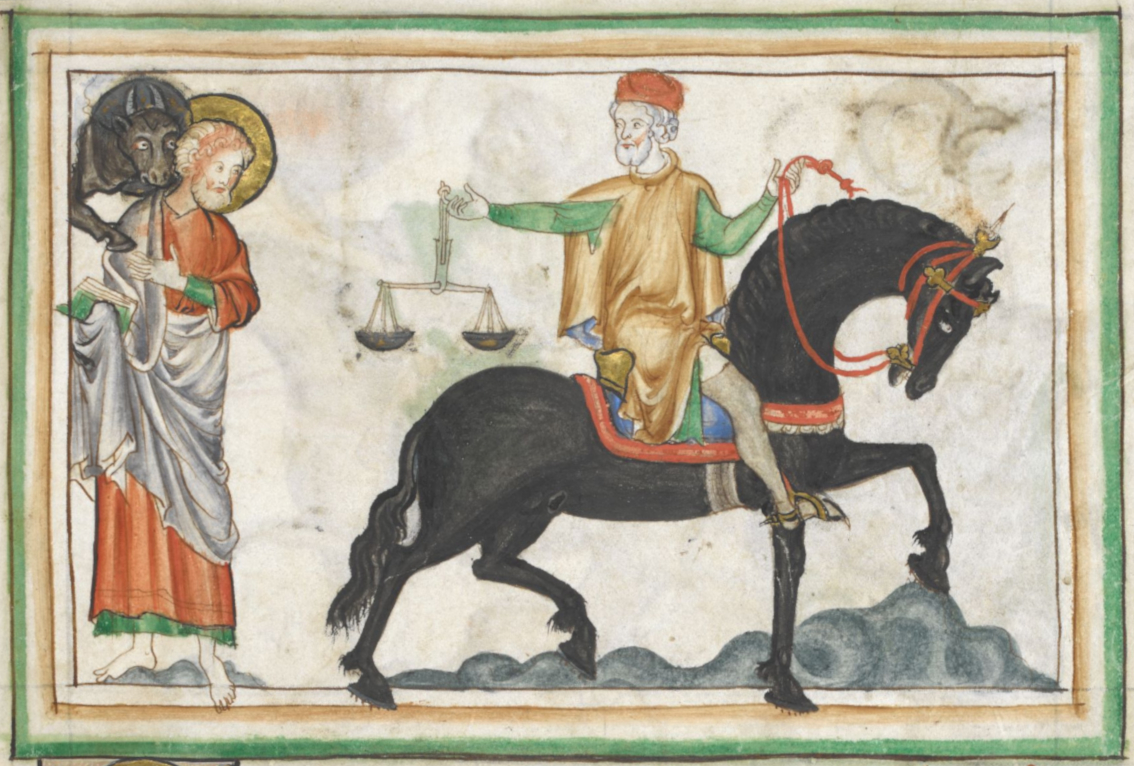
El cavall amblador era apreciat a l'edat mitjana

Es parla ja sobre l'ambladura en els escrits hitites de Kikkuli. L'amblador era especialment apreciat entre els cavalls a l'edat mitjana a causa de la necessitat que en tenien les persones que recorrien llargues distàncies per camins dolents. El terme antic alt alemany per a cavall amblador era celtari (alemany modern Zelter), semblant a islandès tölt . Amble en anglès i amblador en altres llengües, és un préstec del segle xiv procedent de l'occità, en última instància del llatí ambulare "caminar". Els tipus de cavalls amb capacitat d’ambladura incloïen el valuós palafré. Al segle xviii, l'ambladura era un tema de discussió entre els entrenadors de cavalls a Europa, i la Ciclopèdia de 1728 discutia la forma lateral de la marxa, de la que en deriva el ritme, i alguns dels mètodes d'entrenament utilitzats per crear-la, en un cavall que no fos naturalment amblador.
A mesura que es milloraven les carreteres i els desplaçaments en carro es feien més habituals, seguits més tard pels ferrocarrils, muntar un cavall amblador es va fer menys popular a Europa. D'altra banda, cal tenir en compte que els usos principals dels cavalls van incloure la cavalleria lleugera, la caça de guineus i altres tipus de viatges ràpids a través del país, però de durada més limitada, on es podia utilitzar el galop.
Els ambladors van ser i són, molt apreciats a les Amèriques, particularment al sud dels Estats Units i a Amèrica Llatina, on l'agricultura requeria que els genets haguessin de recórrer llargues distàncies cada dia per veure camps i cultius. Avui en dia, els cavalls ambladors són populars entre els genets ocasionals que busquen cavalls suaus i còmodes per muntar a plaer.
Com a regla general, tot i que els cavalls ambladors no solen defallir, no són coneguts per la seva velocitat, ni els és particularment fàcil passar de l'ambladura al galop. Així, en la història, on la comoditat durant llargues hores a la sella era important, els cavalls ambladors eren els preferits per la suavitat i la comoditat d'un viatge tranquil. No obstant això, quan la velocitat i l'acció ràpida tenien més importància, els cavalls que trotaven eren més adequats per la seva velocitat i agilitat. Quan s'utilitzaven cavalls en la guerra, particularment durant l'edat mitjana, no era estrany que un cavaller muntès un cavall amblador per anar fins al lloc de batalla i, després, canviés a un cavall de guerra per galopar dins la batalla real. 

## Descripció

Camell amblant, animació del 1887.

Els quadrúpedes generalment caminen recolzant dues potes oposades en diagonal (és a dir, posen dues extremitats (posterior esquerra i anterior dreta), després posen les altres dues extremitats (posterior dreta i anterior esquerra). En canvi un quadrúpede amblador, camina recolzant les dues potes d'un mateix costat, és a dir, primer les dues extremitats de l'esquerra (posterior esquerra i anterior esquerra) i després les dues extremitats de l'altre costat (posterior dreta i anterior dreta). És a dir, recolzem les dues potes d'un mateix costat simultàniament.
Aquesta marxa dona un aspecte típic a aquells animals que la practiquen, caracteritzada per un fort moviment lateral, ja que les dues potes del mateix costat pugen o baixen alhora. Aquest enfocament pot semblar maldestre; però no és així. De fet l'os, un animal que camina en ambladura, té la reputació de ser maldestre i lent, mentre que és tot el contrari, ja que un úrsid no té cap dificultat en poder atrapar un humà.
Dins de la mateixa espècie, algunes races poden ser ambladores i altres no. És el cas dels gossos i cavalls.
A més a més, una gran part dels primats utilitzen aquesta marxa en un entorn arbori. Això els permet, d'una banda, mantenir un contacte continu amb el suport (a diferència del galop) augmentant així la seva estabilitat. D'altra banda, aquest ritme permet reduir significativament les oscil·lacions verticals del centre de massa i, per tant, el fet de sacsejar les branques.

## Animals que amblen

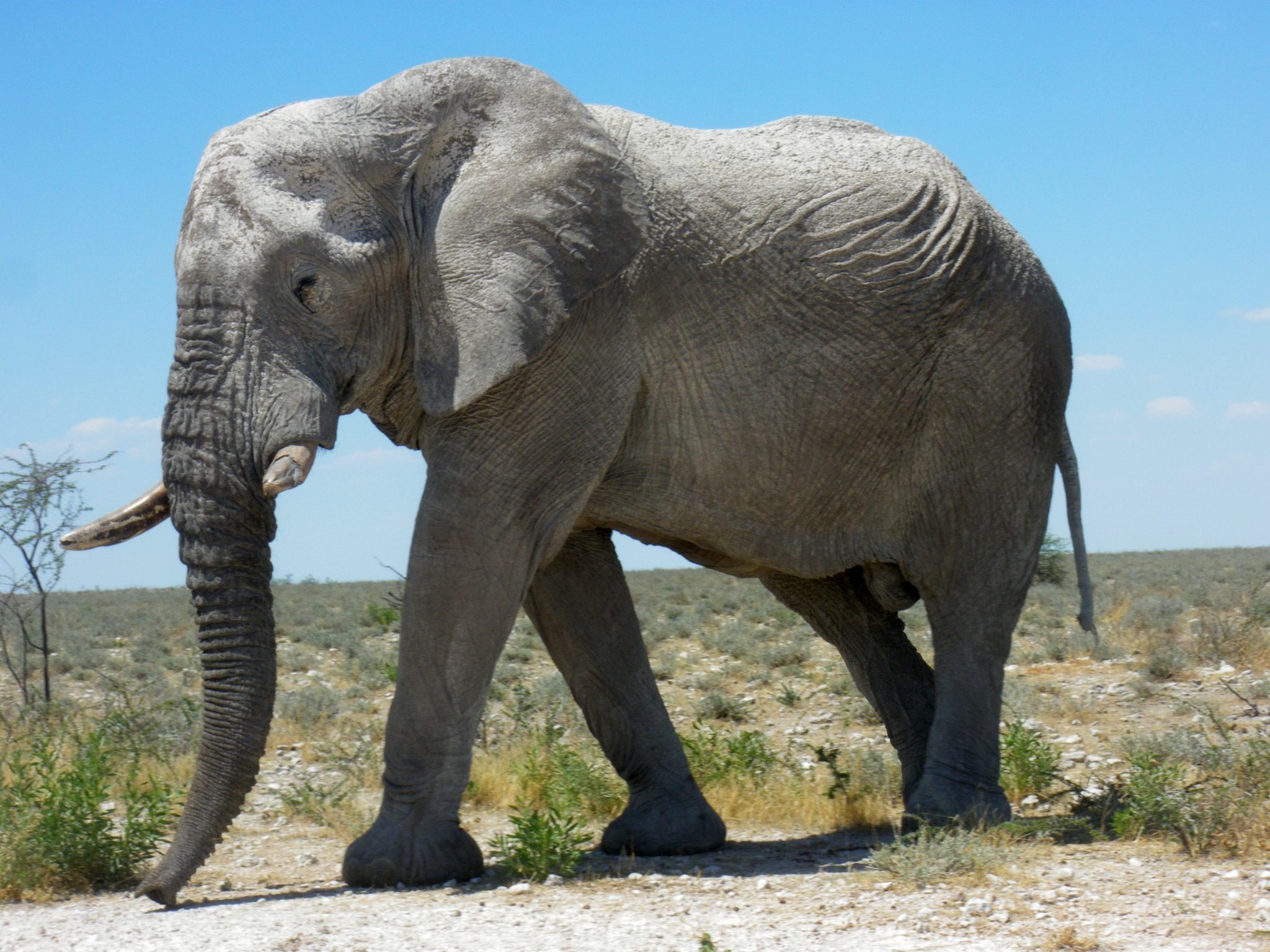
Elefant al parc nacional d’Etosha a Namíbia en plena ambladura

- La majoria dels primats
- Camell
- Elefant
- Girafa
- Okapi
- Ossos
- Llop crinat
- Llama

### Gossos
- Borzoi i altres llebrers
- Bobtail
- Beauceron
- Pastor australià
- Gos de trineu
- Cocker Spaniel anglès
- Golden Retriever
- Basenji

### Cavalls
- Algunes races de cavalls han estat seleccionades pel seu amblar espontani. Aquests cavalls estan destinats a ser muntats amazona, sent aquesta marxa més còmoda. L'ambladura és una de les cinc marxes característiques del cavall islandès, o fins i tot del bidet bretó. Es parla d'ambladura i d'amblador, aquests dos termes són respectivament nom i adjectiu.
- En esdeveniments de doma eqüestre, l’ambladura es considera una degradació de la marxa, una marxa defectuosa i està fortament penalitzada.